# 알렉세이 쿠로팟킨
알렉세이 니콜라예비치 쿠로팟킨(러시아어: Алексей Николаевич Куропаткин)은 러일 전쟁 때 러시아 극동군 총사령관을 맡았으나 선양 전투에서 일본제국 육군에 패한 사람이다.
파블롭스키 군사 학교에서 생도 군단으로 교육을 받았으며 1864년 군대에 들어가 독일 베를린과 프랑스 파리에서 짧은 시간을 보낸 뒤, 1872년 ~ 1874년 알제리 알제에서 프랑스군과 함께 사하라 지역을 탐험하며 군사 연구를 완료했다.
1875년부터 외교 임무에 고용되어 1876년 투르키스탄 코칸트의 군사 작전과 1877년~1878년 러시아-투르크 전쟁 때 전공을 세워 중장으로 승진, 1898년부터 1904년까지 전쟁성 장관으로 있었다. 한때 1890년 중앙아시아 지역의 주지사로 돌아가 1898년까지 역임했고 1904년 2월 러일 전쟁 직전 만주 지역의 러시아 지상군 사령관으로 임명되었다.
그러나 1904년 중기부터 1905년 초기까지 랴오동 지역에서 그가 이끈 요동 전투, 사하 전투, 산데푸 전투, 봉천 전투 모두 무승부 또는 패배라는 대참사로 끝나버렸는데 러일 전쟁이 발발하자 장관 직책에서 물러나고 극동군사령관으로 취임하였으나, 이듬해 만주의 봉천 전투에서 일본군에게 패하여 총사령관직에서 해임되어 1군 사령관으로 좌천되었다.
이후 제1차 세계 대전이 발발하자 1915년 10월 척탄병 부대를 담당했고 1916년 7월부터 투르키스탄 지역의 토착 민족 반란을 진압하다가 1917년 은퇴하였다. 러시아 혁명 후에는 초등학교 교사로 생활했으며 저서로는 《러시아군과 일본군의 전쟁》(1909년)이 있다.

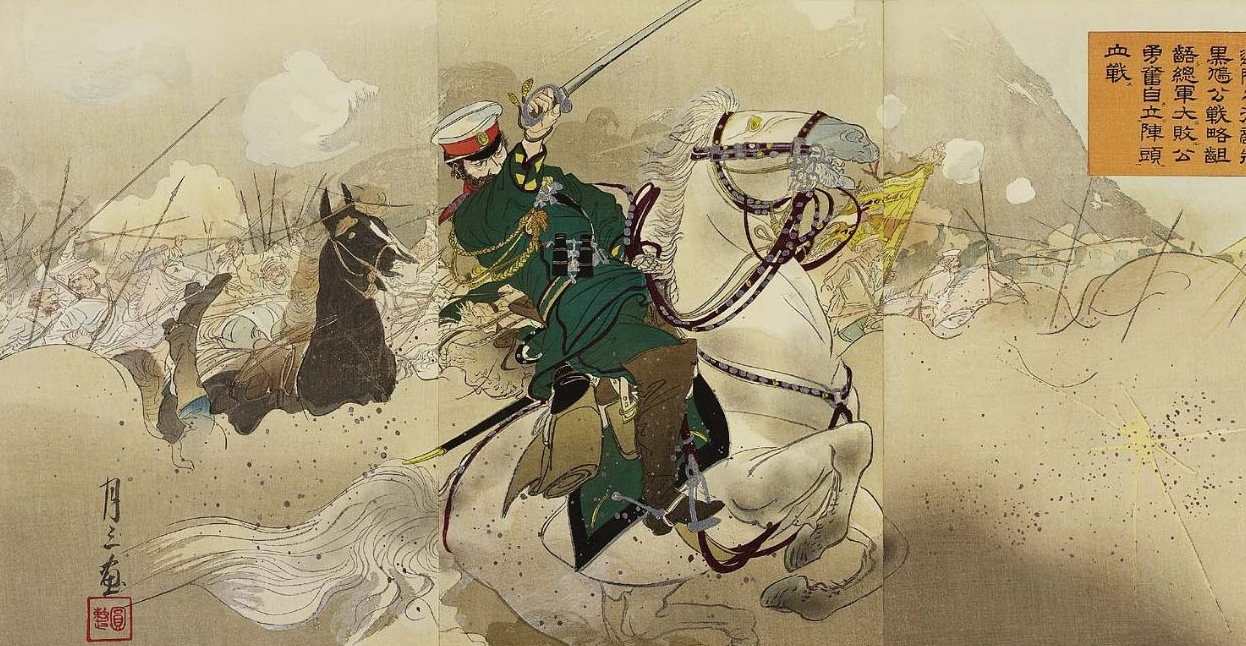
일본측에서 묘사한 요동 전투 당시의 알렉세이 쿠로팟킨

1917년 2월 혁명 이후 체포 위기에 놓였으나 임시 정부의 법령 해제 후 자신의 가정으로 돌아가 농업 학교를 설립해 가르치며 바이올린을 연주하며 살다가 1925년 죽었다.

## 참고 문헌
- 본 문서에는 현재 퍼블릭 도메인에 속한 브리태니커 백과사전 제11판의 내용을 기초로 작성된 내용이 포함되어 있습니다.
- Alfred Knox. General Kuropatkin. The Slavonic Review, Vol. 4, No. 10 (Jun., 1925), pp. 164–168
- Kowner, Rotem (2006). "Historical Dictionary of the Russo-Japanese War". Scarecrow. 620pp. ISBN 0-8108-4927-5
- Kashgaria, Eastern Or Chinese Turkistan: Historical and Geographical Sketch of the Country, Its Military Strength, Industries, and Trade. By Aleksei Nikolaevich Kuropatkin. Translated by Walter Edward Gowan. Published by Thacker, Spink and Co., 1882
  - Kessinger Publishing. 2004. ISBN 1-4179-1928-0.
  - McCutchen Press. 2008. ISBN 1-4086-7524-2.
- The Russian Army and the Japanese War: Being Historical and Critical Comments on the Military Policy and Power of Russia and on the Campaign in the Far East. By Aleksei Nikolaevich Kuropatkin. Translated by Alexander Bertram Lindsay. E.P. Dutton, 1909. Volume I Volume II